# Theodora Hatun
Theodora Kantakouzene (1332 – 1381) byla byzantská princezna a pátá manželka sultána Orhana I.
Po svatbě se sultánem byla známá jako Maria Hatun (Lady Maria).

## Život
Theodora byla jedna ze tří dcer císaře Jana VI Kantakouzenose a jeho ženy Irene Asanina. V lednu 1346 ji její otec daroval sultánovi Orhanovi I., aby uzavřel mír s Osmanskou říší. V létě téhož rok se vzali. Theodara byla i po sňatku křesťankou a aktivně podporovala křesťany žijící v Osmanské říši. V roce 1347 porodila svého jediného syna Şehzade Halila, který byl unesen piráty, když byl ještě malé dítě. Později se dostal do Byzantské říše a oženil se s Irene, která byla sestrou Theodory, tudíž jeho tetou.